# Kyūshū
Kyūshū (九州? lett. "nove stati") è una delle otto regioni del Giappone, situata direttamente a sud-ovest dell'isola principale dell'arcipelago nipponico, Honshū, e, ad ovest, dell'isola di Shikoku. È la terza, in ordine di grandezza, tra le quattro maggiori isole che compongono l'arcipelago giapponese. Sulla costa sud-occidentale dell'isola è situata la città di Nagasaki, capitale dell'omonima prefettura.
È considerato il luogo di nascita della civiltà giapponese. Nell'antichità era anche conosciuto sotto il nome di Kyūkoku (九国?), Chinzei (鎮西?) e Tsukushi-no-shima (筑紫島?). L'isola, durante l'arcaico ordinamento amministrativo statale nipponico del Gokishichidō (五畿七道, Cinque Provincie e Sette Circuiti), costituiva assieme ai limitrofi micro-arcipelago di Tsushima ed isola di Iki (oggi tutte parti della prefettura di Nagasaki) uno dei sette circuiti (dō) del Paese, il Saikaidō (西海道, Circuito del Mare Occidentale).

## Geografia
L'isola è prevalentemente montuosa e il più alto vulcano attivo giapponese, il Monte Aso (1 592 m), si trova in Kyūshū. Ci sono molti altri segni dell'attività tettonica, incluse numerose aree ricche di sorgenti calde. La più celebre di queste si trova a Beppu, lungo la costa orientale, e attorno al Monte Aso, nella zona centrale dell'isola.
La regione di Kyūshū (九州地方?, Kyūshū-chihō) è una regione stabilita politicamente che consiste di sette prefetture su Kyūshū e della prefettura di Okinawa più a sud.
- Prefettura di Fukuoka
- Prefettura di Kagoshima
- Prefettura di Kumamoto
- Prefettura di Miyazaki
- Prefettura di Nagasaki
- Prefettura di Ōita
- Prefettura di Saga

La principale città dell'isola è Fukuoka. Con una popolazione approssimativa di 1,4 milioni di abitanti è uno dei principali poli commerciali, con un grande aeroporto internazionale e una delle cinque borse valori in Giappone. Kitakyūshū (prefettura di Fukuoka) è un altro importante centro (poco meno di un milione di abitanti), soprattutto nel campo dell'industria pesante. Kumamoto e Kagoshima sono la terza e quarta città più grandi con più di 500 000 abitanti. Nagasaki possiede uno dei più antichi porti internazionali, che è stato la sola porta di accesso al Giappone per gli stranieri durante il periodo Edo, dalla metà del XVI secolo fino alla metà del diciottesimo.

## Cultura
Sin dall’antichità fino ai giorni nostri, il Kyūshū ha mantenuto stretti legami economici e culturali con Okinawa (Ryūkyū). Tracce della cultura okinawense si possono riscontrare in varie parti del Kyūshū, e viceversa. Le scale musicali tipiche di Okinawa si ritrovano frequentemente nei canti popolari locali, e si possono osservare numerose somiglianze anche nella cucina e nella lingua. Inoltre, nella regione si trova uno strumento musicale tradizionale unico chiamato gottan(ゴッタン), simile al sanshin e allo shamisen. Il Kyūshū è anche rinomato per la sua ricca tradizione artigianale, con prodotti come il tessuto Hakata-ori(博多織), l’artigianato in bambù di Beppu, il cotone Kurume Kasuri(久留米絣), e il vetro tagliato Satsuma-kiriko(薩摩切子).

### Popolazione
Gli abitanti del Kyūshū sono noti per avere una mentalità più conservatrice rispetto ad altre regioni del Giappone. In particolare, gli uomini originari della regione vengono spesso chiamati "Kyūshū-danji" (九州男児), un termine che evoca immagini di forza, fierezza e temperamento deciso. Questo appellativo esiste sin dall’antichità e si ritiene che fosse usato per incoraggiare e motivare i guerrieri. Essere originari del Kyūshū è motivo di grande orgoglio per molti, e grazie a questo spirito culturale la regione ha saputo coltivare e preservare un patrimonio tradizionale unico fino ai giorni nostri.

## Clima
Parte del Kyūshū ha un clima subtropicale, in particolare le regioni di Miyazaki e Kagoshima.

## Economia
I principali prodotti agricoli sono riso, tè, tabacco, patate dolci e soia; c'è anche un'abbondante produzione di seta. L'isola è nota per la produzione di differenti tipi di ceramiche tra le quali Arita, Imari, Satsuma e Karatsu. L'industria pesante è concentrata nel nord, attorno alle città di Kitakyūshū, Nagasaki e Ōita e include industrie chimiche e meccaniche.

## Parchi naturali
- Parco nazionale di Saikai
- Parco nazionale di Unzen-Amakusa
- Parco nazionale Aso
- Parco nazionale di Kirishima-Yaku

## Nella cultura di massa
Nella serie Pokémon, la regione del Kyūshū è l'ispirazione della fittizia regione di Hoenn, luogo dove si svolgono gli eventi dei videogiochi Pokémon Rubino e Zaffiro, Pokémon Smeraldo e Pokémon Rubino Omega e Zaffiro Alpha.
Inoltre la stessa regione funge da ambientazione per Jeeg robot d'acciaio e per il suo sequel Shin Jeeg Robot d'acciaio.